# بني عبد الله (سوق القلة)
بني عبد الله هي إحدى مشيخات المملكة المغربية، تتبع جغرافيا لإقليم العرائش وإداريًا لسوق القلة. يقدر عدد سكانها بـ 3456 نسمة حسب الإحصاء الرسمي للسكان والسكنى لسنة 2004.